# Station Bellevue (Meudon)
Station Bellevue is een spoorwegstation aan de spoorlijn Paris-Montparnasse - Brest. Het ligt in de Franse gemeente Meudon in het departement Hauts-de-Seine (Île-de-France).

## Geschiedenis
Het station werd op 10 september 1840 geopend door de Compagnie des chemins de fer de l'Ouest bij de opening van de sectie Paris-Montparnasse - Versailles-Château-Rive-Gauche.

## Ligging
Het station ligt op kilometerpunt 8,475 van de spoorlijn Paris-Montparnasse - Brest.

## Diensten
Het station wordt aangedaan door verschillende treinen van Transilien lijn N:
- Tussen Paris-Montparnasse en Mantes-la-Jolie
- Tussen Paris-Montparnasse en Plaisir - Grignon
- Tussen Paris-Montparnasse en Rambouillet

(Bepaalde treinen tussen deze stations zijn sneltrein tussen Viroflay-Rive-Gauche en Paris-Montparnasse, en stoppen niet op dit station.)
- Shuttletreinen tussen Paris-Montparnasse en Sèvres-Rive-Gauche.

## Vorige en volgende stations
| Richting           | Vorig station      | Lijn    | Volgend station | Richting           |
| ------------------ | ------------------ | ------- | --------------- | ------------------ |
| Mantes-la-Jolie    | Sèvres-Rive-Gauche | Trans N | Meudon          | Paris-Montparnasse |
| Plaisir - Grignon  | Sèvres-Rive-Gauche | Trans N | Meudon          | Paris-Montparnasse |
| Rambouillet        | Sèvres-Rive-Gauche | Trans N | Meudon          | Paris-Montparnasse |
| Sèvres-Rive-Gauche | Sèvres-Rive-Gauche | Trans N | Meudon          | Paris-Montparnasse |